# Partia Demokracia Sociale e Shqipërisë
Die Partia Demokracia Sociale e Shqipërisë (Akronym: PDS(Sh); dt.: Partei Soziale Demokratie) ist eine albanische Partei, die 2003 gegründet wurde und sich ideologisch der Sozialdemokratie zuschreibt und links im politischen Spektrum steht. Sie gilt als Abspaltung der 1991 gegründeten Partia Socialdemokrate e Shqipërisë.

## Wahlen
- Parlamentswahl 2005: 57.998 Stimmen (4,2 %) = 2 Parlamentssitze[1]
- Parlamentswahl 2009: 10.365 Stimmen (0,68 %)